# 凉粉 (中国北方)

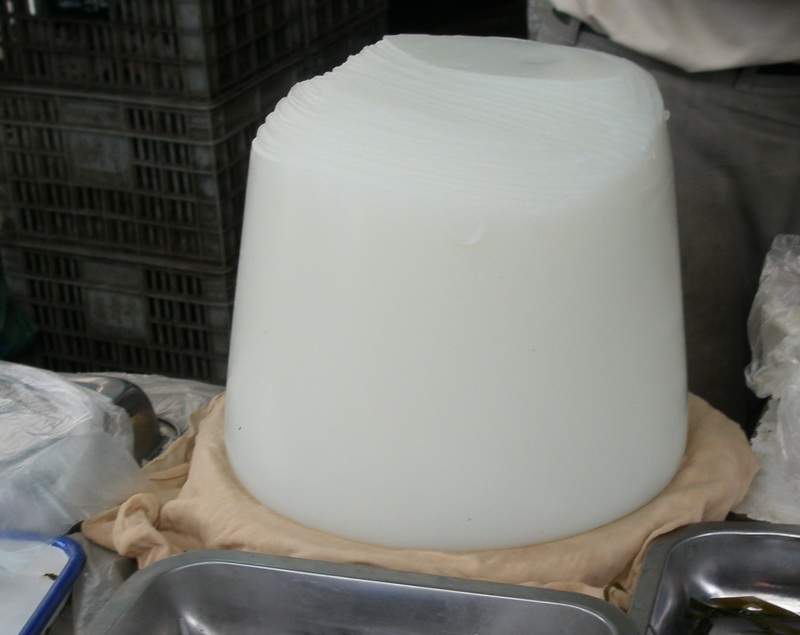
南京街边出售的凉粉，出售时用刨刀刨成丝状，同时提供调料，由顾客自行调味食用

凉粉，一种中国食品，以大米、豌豆或绿豆为主要材料制作而成，色泽乳白色，凝胶状。成品会因制作容器的不同，而形成不同的形状。通常切成扁平的长方块，经过调味后，通常是咸味和辣味的。
云南的白族也有凉粉。

## 图片

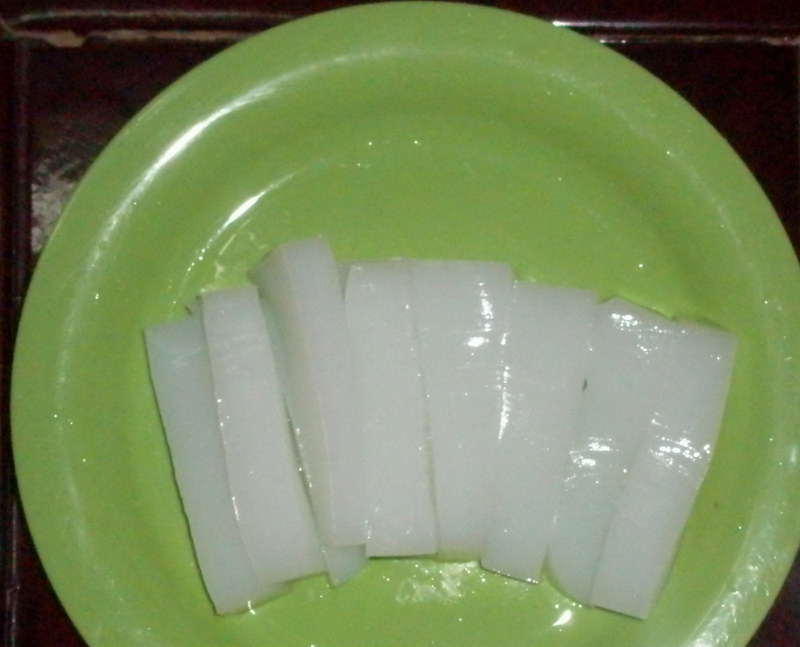
切成条状的凉粉
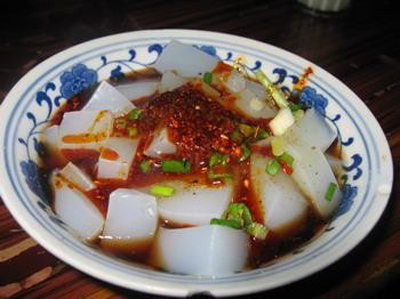
调味后的凉粉
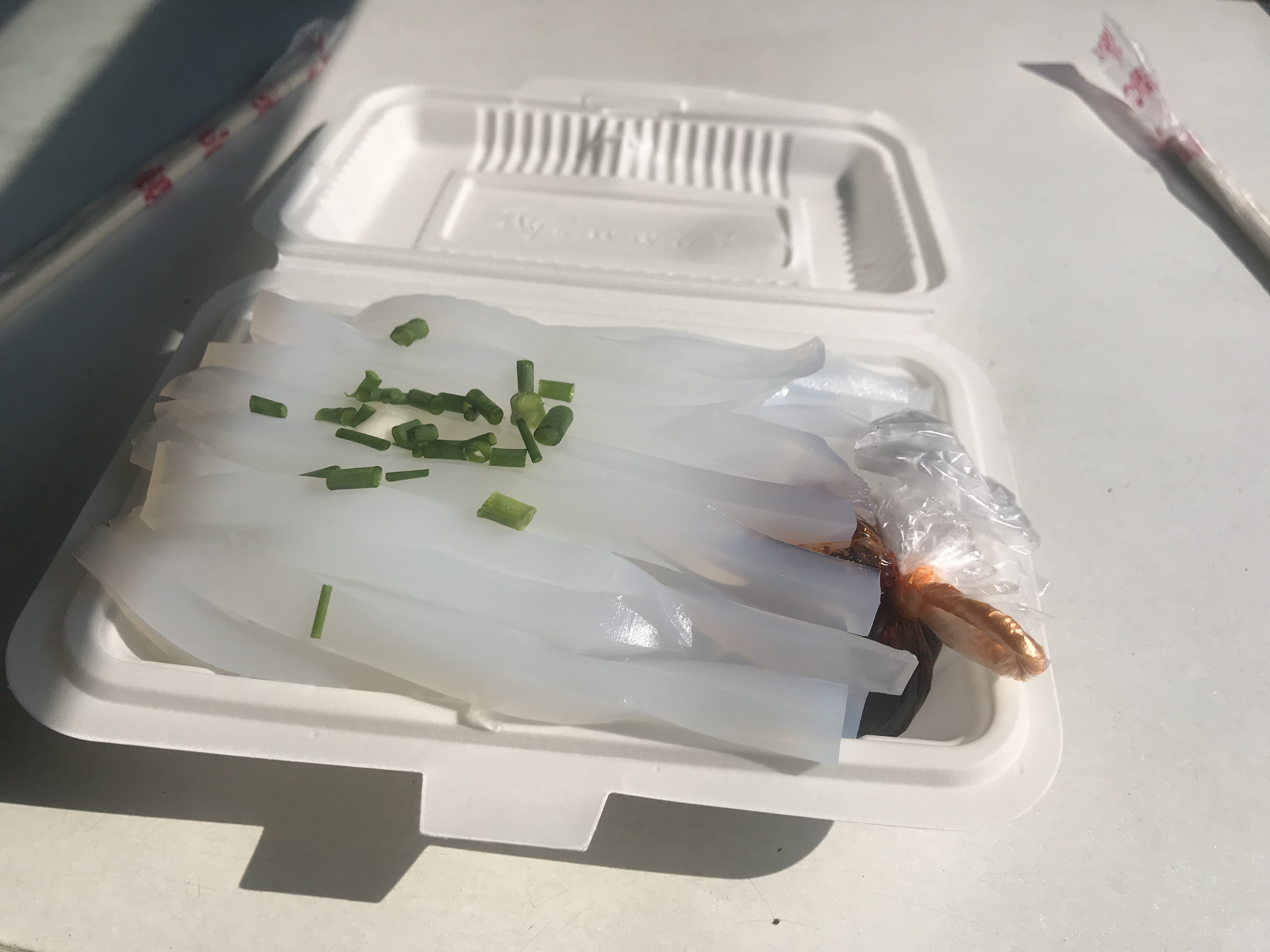
成都铁路局列车上销售的凉粉
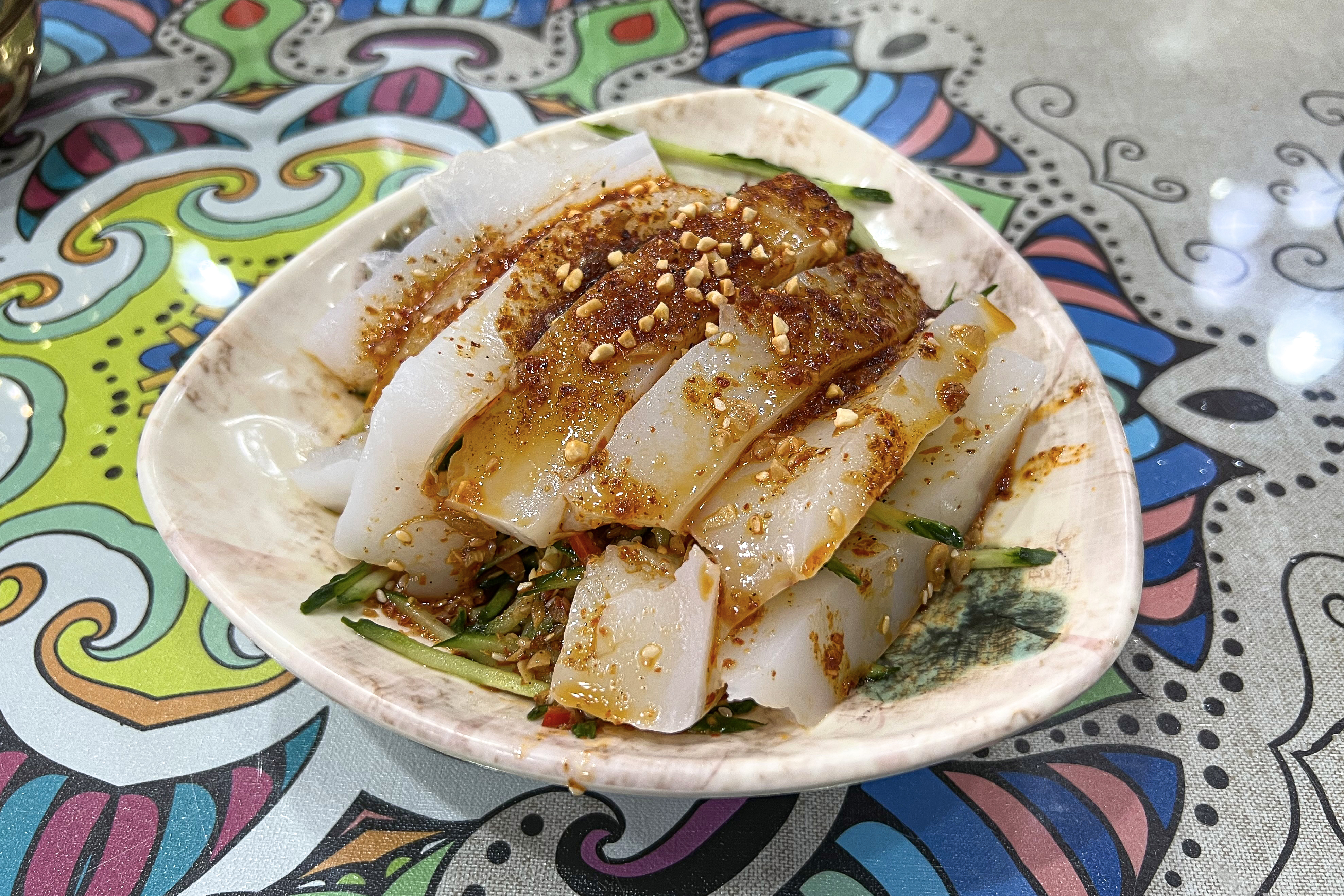
新疆凉粉

## 相关
- 凉皮
- 焖子